# Canal Illinois et Michigan
Le canal Illinois et Michigan (en anglais : Illinois and Michigan Canal), long de 155 km, commence sur la rivière Chicago dans le quartier de Bridgeport à Chicago et aboutit dans la ville de LaSalle sur la rivière Illinois. 

## Historique
Sa construction commença en 1836 et fut achevée en 1848. Élément clé de la Illinois Waterway, il permit le transport fluvial depuis les Grands Lacs via le Mississippi jusqu'au Golfe du Mexique. Il fit de Chicago, le centre logistique des États-Unis, avant que les chemins de fer ne supplantent le transport fluvial dans cette région. Il cessa son activité commerciale en 1933, il est désormais utilisé pour la navigation de plaisance.